# 색전

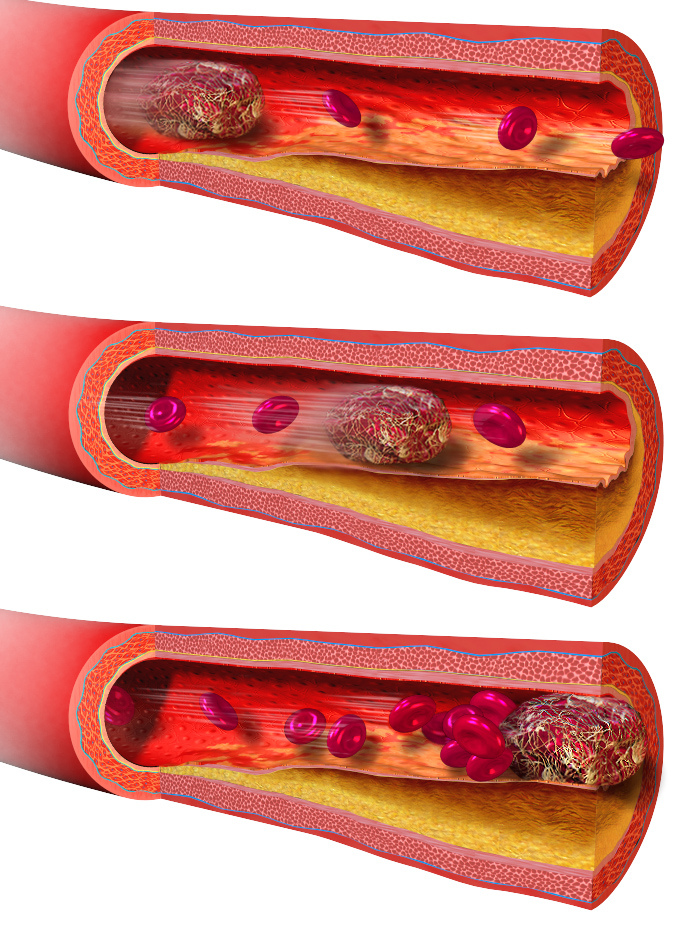
색전증을 묘사한 그림.

색전(塞栓, embolus)은 유리되어 순환에 의해 떠돌아다니는 혈관 내 덩어리(고체, 액체 또는 기체)이다. 색전은 원점에서보다 먼 곳에서 모세혈관상을 차단할 수 있다. 이러한 차단 증상은 색전증으로 부른다.
이 용어는 1848년 루돌프 피르호가 만들어냈다.

## 물질에 따른 분류
- 혈전색전증(thromboembolism)
- 콜레스테롤 색전증(Cholesterol embolism)
- 지방색전증(Fat embolism)
- 공기색전증(Air embolism)
- 패혈성색전증(Septic embolism)
- 조직색전증(Tissue embolism)
- 이물질색전증(Foreign body embolism)
- 양수색전(Amniotic fluid embolism)

## 같이 보기
- 혈전(thrombus)
- 혈전증(thrombosis)
- 색전증(embolism)
- 혈전색전증(thromboembolism)